# Miss World 1999
| Data:                | 4 grudnia 1999         |
| Kraj:                | Wielka Brytania        |
| Miasto:              | Londyn                 |
| Gala finałowa:       | Olympia Hall           |
| Liczba uczestniczek: | 94                     |
| Zwyciężczyni:        | Yukta Mookhey, Indie   |
| Poprzedniczka:       | Linor Abargil, Izrael  |
| Następczyni:         | Priyanka Chopra, Indie |
| -------------------- | ---------------------- |

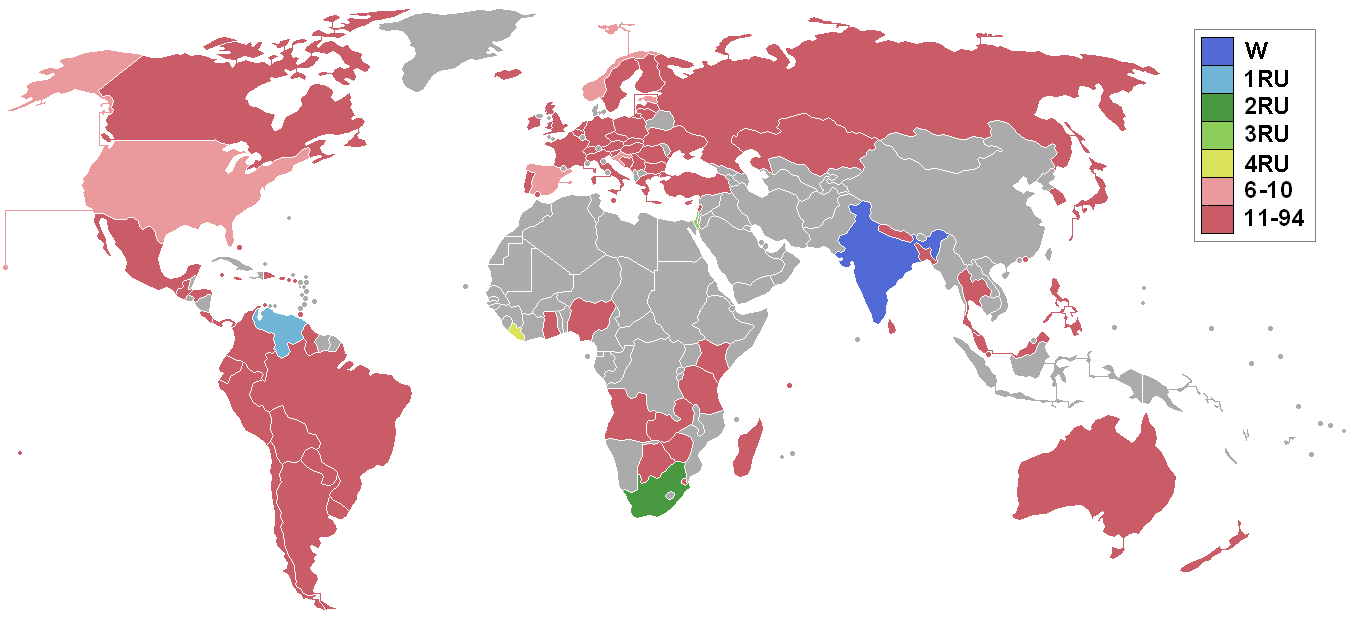
Kraje i terytoria, które wysłały delegacje oraz zajęte miejsce

Miss World 1999 – były to 49. wybory Miss Świata. Odbyły się 4 grudnia 1999 r. w Olympia Hall w Londynie. Koronę i tytuł Miss World zdobyła reprezentująca Indie – Yukta Mookhey.

## Wyniki

### Miejsca
| Wyniki finału   | Uczestniczka/Uczestniczki |
| --------------- | --- |
| Miss World 1999 | - Indie – Yukta Mookhey |
| 1. wicemiss     | - Wenezuela – Martina Thorogood |
| 2. wicemiss     | - Południowa Afryka – Sonia Raciti |
| Finalistki      | - Izrael – Genny Chervoney - Liberia – Sebah Tubman                                                                                                |
| Półfinalistki   | - Chorwacja – Ivana Petković - Estonia – Karin Laasmae - Hiszpania – Lorena Bernal - Norwegia – Anette Haukaas - Stany Zjednoczone – Natasha Allas |

### Kontynentalne Królowe Piękności
| Kontynent | Uczestniczka                       |
| --------- | ---------------------------------- |
| Afryka    | - Południowa Afryka – Sonia Raciti |
| Ameryki   | - Wenezuela – Martina Thorogood    |
| Azja      | - Indie – Yukta Mookhey            |
| Europa    | - Izrael – Genny Chervoney         |
| Karaiby   | - Jamajka – Desiree Depass         |

### Nagrody specjalne
- Najlepszy projektant sukienki: Genny Chervoney (Izrael)

## Uczestniczki
- Angola – Lorena Silva
- Argentyna – Veronica Denise Barrionuevo
- Aruba – Cindy Vanessa Cam Tin Martinus
- Australia – Nalishebo Gaskell
- Austria – Sandra Kolbl
- Bahamy – Mary Watkins
- Bangladesz – Tania Rahman Tonni
- Belgia – Brigitta Callens
- Boliwia – Ana Raquel Rivera Zambrana
- Bośnia i Hercegowina – Samra Begović
- Botswana – Alimah Isaacs
- Brazylia – Paula de Souza Carvalho
- Bułgaria – Violeta Zdravkova
- Chile – Lissette Sierra Ocayo
- Chorwacja – Ivana Petković
- Cypr – Sofia Georgiou
- Czechy – Helena Houdova
- Dominikana – Luz Cecilia García Guzman
- Ekwador – Sofia Moran Trueba
- Estonia – Karin Laasmae
- Filipiny – Lalaine Bognot Edson
- Finlandia – Maria Laamanen
- Francja – Sandra Bretones
- Ghana – Mariam Sugru Bugri
- Gibraltar – Abigail Garcia
- Grecja – Evangelia Vatidou
- Gujana – Indra Changa
- Gwatemala – Ana Beatriz González Scheel
- Hiszpania – Lorena Bernal Pascual
- Holandia – Ilona Marilyn van Veldhuisen
- Honduras – Irma Waleska Quijada Henriquez
- Hongkong – Marsha Yuan Hu-Ma
- Indie – Yukta Mookhey
- Irlandia – Emir-Maria Holohan Doyle
- Islandia – Katrin Baldursdóttir
- Izrael – Jenny Chervoney
- Jamajka – Desiree Depass
- Japonia – Aya Mitsubori
- Jugosławia - Lana Marić
- Kajmany – Mona Lisa Tatum
- Kanada – Mireille Eid
- Kazachstan – Assel Issabayeva
- Kenia – Esther Muthoni Muthee
- Kolumbia – Mónica Elizabeth Escolar Danko
- Korea – Han Na-na
- Kostaryka – Fiorella Martínez
- Liban – Norma Elias Naoum

- Liberia – Sebah Esther Tubman
- Litwa – Renata Mackevičiūtė
- Łotwa – Evija Rucevska
- Madagaskar – Tantely Naina Ramonjy
- Malezja – Jaclyn Lee Tze Wey
- Malta – Catharine Attard
- Meksyk – Danette Velasco Bataller
- Nepal – Shweta Singh
- Niemcy – Susan Höcke
- Nigeria – Augustine Iruviere
- Norwegia – Annette Haukaas
- Nowa Zelandia – Coralie Ann Warburton
- Panama – Jessenia Casanova Reyes
- Paragwaj – Mariela Candia Ramos
- Peru – Wendy Monteverde
- Polska – Marta Kwiecień
- Portoryko – Arlene Torres
- Portugalia – Joana Ines Texeira
- Południowa Afryka – Sonia Raciti
- Rosja – Elena Efimova
- Rumunia – Nicoleta Luciu
- Saint-Martin – Ifelola Bandejo
- Seszele – Anne-Mary Jorre de St. Jorre
- Singapur – Audrey Quek Ai Woon
- Słowacja – Andrea Veresova
- Słowenia – Neda Gačnik
- Sri Lanka – Dilumini de Alwis Jayasinghe
- Stany Zjednoczone – Natasha Allas
- Suazi – Colleen Tullonen
- Szwajcaria – Anita Buri
- Szwecja – Jenny Louise Torsvik
- Szkocja – Stephanie Norrie
- Tahiti – Manoa Froge
- Tajlandia – Kamala Kumpu Na Ayutthaya
- Tanzania – Hoyce Anderson Temu
- Trynidad i Tobago – Sacha Anton
- Turcja – Ayşe Hatun Önal
- Ukraina – Olga Savinskaya
- Urugwaj – Katherine Gonzalves
- Walia – Clare Marie Daniels
- Wenezuela – Martina Thorogood Heemsen
- Węgry – Erika Dankai
- Wielka Brytania – Nicola Willoughby
- Włochy – Gloria Nicoletti
- Wyspy Dziewicze Stanów Zjednoczonych – Shari Afua Smith
- Zambia – Cynthia Chikwanda
- Zimbabwe– Brita Maseluthini

## Notatki dot. krajów uczestniczących

### Debiuty
- Szkocja
- Walia

### Powracające państwa i terytoria
Ostatnio uczestniczące w 1989:
- Gujana

Ostatnio uczestniczące w 1990:
- Madagaskar

Ostatnio uczestniczące w 1994:
- Islandia
- Sri Lanka

Ostatnio uczestniczące w 1996:
- Bangladesz
- Rumunia
- Tahiti

Ostatnio uczestniczące w 1997:
- Honduras
- Łotwa
- Tajlandia

### Państwa i terytoria rezygnujące

#### Nieznane powody braku uczestnictwa w konkursie
- Brytyjskie Wyspy Dziewicze
- Tajwan
- Curaçao

#### Pozostałe państwa
- Irlandia Północna – uczestniczka zrezygnowała z udziału w konkursie z powodów osobistych w ostatniej chwili.